# KEIRINグランプリ2011
KEIRINグランプリ2011（けいりんぐらんぷり・にせんじゅういち）は、2011年12月30日<金>に平塚競輪場で行われたKEIRINグランプリの27回目の開催。優勝賞金1億円。

## 出場選手
- 当年12月4日に行われた、第53回朝日新聞社杯競輪祭決勝戦終了後、出場選手が決定された[1]。
- 取得賞金順位は当年12月4日時点による。
- 車番については、まず予備抽選によってくじを引く順番を決め、当年12月20日にホテル グランパシフィック LE DAIBAで行われた、KEIRINグランプリ2011共同記者会見における公開抽選により決定した。
- KEIRINグランプリ初出場は、深谷知広、浅井康太、長塚智広、成田和也の4選手。

| 車番   | 選手名     | 登録地 | 出場要件事項                                                                                          |
| ------ | ---------- | ------ | --- |
| 1      | 長塚智広   | 茨城   | 第53回朝日新聞社杯競輪祭（小倉競輪場） 優勝                                                           |
| 2      | 山口幸二   | 岐阜   | 取得賞金額 第3位                                                                                      |
| 3      | 佐藤友和   | 岩手   | 取得賞金額 第8位                                                                                      |
| 4      | 深谷知広   | 愛知   | 第62回高松宮記念杯競輪（前橋競輪場） 優勝                                                             |
| 5      | 武田豊樹   | 茨城   | 取得賞金額 第4位                                                                                      |
| 6      | 伏見俊昭   | 福島   | 第27回読売新聞社杯全日本選抜競輪（岸和田競輪場） 優勝                                                 |
| 7      | 浅井康太   | 三重   | 第20回寬仁親王牌・世界選手権記念トーナメント（弥彦競輪場）・第54回オールスター競輪（岐阜競輪場） 優勝 |
| 8      | 成田和也   | 福島   | 取得賞金額 第9位                                                                                      |
| 9      | 村上義弘   | 京都   | 第64回日本選手権競輪（名古屋競輪場） 優勝                                                             |
| 誘導員 | 佐々木龍也 | 神奈川 | |

- 補欠選手は海老根恵太（千葉）。

## 成績
- 12月30日（金）[2]

| 着順 | 車番 | 選手     | 登録地 | 着差    | 決まり手 | 上がり(秒) | H/B | 特記     |
| ---- | ---- | -------- | ------ | ------- | -------- | ---------- | --- | -------- |
| 1    | 2    | 山口幸二 | 岐阜   |         | 差し     | 11.8       |     |          |
| 2    | 5    | 武田豊樹 | 茨城   | 3/4車身 | マーク   | 11.8       |     |          |
| 3    | 7    | 浅井康太 | 三重   | 微差    |          | 12.0       |     |          |
| 4    | 8    | 成田和也 | 福島   | 1車輪   |          | 11.4       |     |          |
| 5    | 3    | 佐藤友和 | 岩手   | 1/2車身 |          | 11.6       |     |          |
| 6    | 6    | 伏見俊昭 | 福島   | 2車身   |          | 11.7       |     |          |
| 7    | 4    | 深谷知広 | 愛知   | 大差    |          |            | HB  |          |
| 8    | 9    | 村上義弘 | 京都   |         |          |            |     | 落携入   |
| 失格 | 1    | 長塚智広 | 茨城   |         |          |            |     | 過失走行 |

### 配当金額
| 枠番二連勝複式 | 2=4   | 3000円  |
| 枠番二連勝単式 | 2-4   | 9000円  |
| 車番二連勝複式 | 2=5   | 5320円  |
| 車番二連勝単式 | 2-5   | 17770円 |
| 三連勝複式     | 2=5=7 | 3860円  |
| 三連勝単式     | 2-5-7 | 62150円 |
| ワイド         | 2=5   | 1210円  |
| ワイド         | 2=7   | 600円   |
| ワイド         | 5=7   | 370円   |

### レース概要
残り1周で一本棒の展開。
最終2センター付近で深谷との間合いを外した浅井が、バックで一気に番手捲り。後方の佐藤の捲りは不発。
武田の仕掛けには乗らず、長塚はインへ。山口がこれを受け止めた直後に、長塚が前輪を浅井の後輪に接触させて落車転倒し、それに乗り上げた村上も巻き添え落車。
直線では浅井の後位から山口が抜け出し、13年ぶり2度目のグランプリ優勝。有坂直樹の37歳を抜く43歳での史上最年長記録を更新した。
写真判定の末、最終3コーナーから捲り追い込みで外を伸びた武田が2着。浅井は微差の3着となった。

## エピソード

### アクシデント
- 当初、グランプリ当日に国家独唱を行う予定だった歌手の西城秀樹が12月21日に緊急入院となったことで、一時は同イベント中止と決まった[7]が、25日、Every Little Thingのヴォーカル担当である、持田香織を代役に起用することを決めた[8]。
- ヤンググランプリがメインレースとして組まれた28日、第8レース終了後に車券システム、払い戻しを管理するシステムに障害が発生し、平塚本場ほか同系列のサーバーに属する玉野競輪場と6箇所の競輪場外車券売場の発売、払い戻し機が全台停止したため、第9レース以降の発走時刻が最大で35分遅れるトラブルが発生[9]。
- 村上義弘が落車後、自転車を携えてゴールに向かっている最中に、武田豊樹ファンと自称する少年2人が金網を乗り越えてバンク内に乱入。村上を抜き去り、ゴール後に他の選手と同様ゆっくり周回していた武田に走り寄ったが、2人はすぐに走路係員に取り押さえられた。村上の結果が決定していなかったため一応「競走中の妨害行為」にあたる事象ではあったが、主催者は「重大な支障ではない」としてレースを成立させた。なお武田は主催者に対し、『刺されるかと思った！前代未聞だ！管理がなってない！』と激怒し、レース後に行われた表彰式出席を拒否した[10][11]。なお、年明けに武田は自身のブログで謝罪の言葉を載せた[12]。
- 表彰式終了後、女性カメラマンが場内を回ったカートにひかれ、大腿骨骨折などの大怪我に見舞われる[13]。

### その他
- 地上波中継は、「ブラマヨ自転車部」《日本テレビ系列全国ネット》。またtvkでは、CS放送の同時ネットを行った。

- GP単独の売上は、51億4546万4300円（本場14億7023万7100円 場外36億7522万7200円[14]）。

- シリーズ全体の目標額は128億円だったが、シリーズ三日間の売り上げは118億1937万9800円となった。